# Kombu
O Kombu ou konbu (Japonês: 昆布), também chamado dashima ou em (Coreano: 다시마) haidai, são algas marinhas do gêneros Saccharina e Laminaria largamente consumido no nordeste da Ásia. 
Mais de 90 por cento do Kombu japonês é cultivado, e a maioria colhido em Hokkaido. É cultivado também no Mar interior de Seto.

## História
Os primeiros registros relatando o Kombu são de Shoku Nihongi em 797 como um presente e também imposto pela Região de Tohoku. Entretanto, atualmente acredita-se que já era usado muito antes, no Período Jomon, mas devido ao fato deste tipo de alga se decompor com muita facilidade, não existe evidências arqueológicas que possam comprovar esse fato.
Durante o Período Muromachi, foi desenvolvido uma nova e importante técnica de secagem para que o Kombu pudesse ser estocado por mais tempo, e este passou a ser um importante produto de exportação da região de touhoku. No Período Edo a ilha de Hokkaido foi colonizada pelos japoneses de Honshu, e novas rotas marítimas foram organizadas, fazendo com que o uso do Kombo fosse difundido em todo o Japão.
A culinária tradicional de Okinawa faz grande uso do kombu em suas receitas, começando essa prática a partir desse período. Atualmente, o consumo de kombu pela população de Okinawa é a maior dentre todas as províncias do Japão. No Século XX, técnicas de cultivo de kombu foram descobertas fazendo com que este viesse ter um custo muito baixo e fosse acessível à toda população.

## Modo de Preparar
Kombu é usado extensivamente na Culinária do Japão como um de três principais ingredientes para fazer um caldo usado em sopas chamado dashi. Ele é usualmente vendido seco, em pedaços grandes ou esfarelado assim sendo chamado de Oboro kombu. Também consumido fresco com peixe cru cortado em fatias (Sashimi). 
Kombu também é um item muito importante para as culinárias chinesa e coreana. 
Pode-se comer kombu em tiras acompanhado de chá verde, temperando com vinagre doce e cortando-o em pequenas tiras de 5 ou 6 centímetros de comprimento por 2 de largura.
É também uma fonte rica de Ácido glutâmico, um aminoácido responsável pelo umami (旨み、旨味、うまみ, em japonês ainda sem tradução para o português), o que muitos consideram dos cinco sentidos básicos do paladar. Ácido glutâmico é a base para a produção do glutamato monossódico.
Ele pode ser incluído em pratos que levam grãos para adicionar nutrientes e digestibilidade.

## Espécies
Nomes em Japonês e termo científico correspondente:
- karafuto kombu L. saccharina contém mannitol e é considerada doce
- ma-kombu L. Japonica
- mitsuishi-kombu or dashi-kombu L. angustata normalmente usada para fazer dashi
- naga-kombu L. longissima
- Rishiri-kombu L. ochotensis usada em sopas